# 回龙镇 (大足区)
回龙镇，是中华人民共和国重庆市大足区下辖的一个乡镇级行政单位。

## 歷史沿革
宣統元年置回龍鄉，1958年建公社。1984年改為鄉。1985年轄9村1居委。1993年合併長田鄉建回龍鎮，轄17村1居委。2003年並村：並興壩入騎勝村，勝天入白鶴村，安全入會源村，鐵建入水鴨村，長田入雁鵝村，走馬、尖山2村入幸福村，國合入永興村，新權、民建2村及街村合為新權社區。轄7村1社區
- 舊回龍鄉（9）：新权村、新坝村、骑胜村、白鹤村、胜天村、会源村、安全村、水鸭村、铁建村
- 舊長田鄉（8）：幸福村、尖山村、农园村、永兴村、走马村、民建村、长田村、雁鹅村

## 行政区划
回龙镇下辖以下地区：
新权社区、骑胜村、白鹤村、会源村、水鸭村、雁鹅村、幸福村和永兴村。

### 2003年調整的區劃[5]
- 一、將原興壩村、騎勝村合併為一個村，名為騎勝村；
- 二、將原白鶴村、勝天村合併為一個村，名為白鶴村；
- 三、將原會源村、安全村合併為一個村，名為會源村；
- 四、將原水鴨村、鐵建村合併為一個村，名為水鴨村；
- 五、將原雁鵝村、長田村合併為一個村，名為雁鵝村；
- 六、將原幸福村、走馬村、尖山村合併為一個村，名為幸福村；
- 七、將原永興村、農園村合併為一個村，名為永興村；
- 八、將原新權村、民建村、街村合併為一個居委會，名為新權社區居委會。